# Páramo
Páramo (galicisk: O Páramo) er en by og kommune i det nordvestlige Spanien i provinsen Lugo. Den har et indbyggertal på 1.296 (2024) indbyggere.